# Matisia oblongifolia
Matisia oblongifolia är en malvaväxtart som beskrevs av Eduard Friedrich Poeppig och Endl.. Matisia oblongifolia ingår i släktet Matisia och familjen malvaväxter. Inga underarter finns listade i Catalogue of Life.